# VM i curling 2008 (kvinder)
| Samlet rangering | Samlet rangering |
| ---------------- | ---------------- |
| Guld             | Canada           |
| Sølv             | Kina             |
| Bronze           | Schweiz          |
| 4.               | Japan            |
| 5.               | Danmark          |
| 6.               | Sverige          |
| 7.               | USA              |
| 8.               | Rusland          |
| 9.               | Tyskland         |
| 10.              | Skotland         |
| 11.              | Italien          |
| 12.              | Tjekkiet         |

Verdensmesterskabet i curling 2008 for kvinder var det 30. VM i curling for kvinder gennem tiden. Mesterskabet blev arrangeret af World Curling Federation og afviklet i Greater Vernon Multiplex i Vernon, British Columbia, Canada i perioden 22. – 30. marts 2008.
De tolv deltagende hold spillede først alle-mod-alle (round robin-kampe), hvilket gav elleve kampe til hvert hold. De fire bedste hold efter round robin-kampene – Kina, Canada, Schweiz og Japan – gik videre til slutspillet om medaljer, der blev afgjort som et Page playoff.
Verdensmesterskabet blev for anden gang i træk (og 15. gang i alt) vundet af Canada, som i finalen vandt 7-4 over overraskelsen Kina. Bronzemedaljerne blev vundet af Schweiz, som i bronzekampen slog Japan 9-7. Turneringen blev en stor fremgang for de asiatiske hold. Kinas sølvmedalje var det bedste resultat nogensinde for et hold fra Asien, og Japans fjerdeplads var en tangering af det indtil da bedste asiatiske resultat (Japan blev også nr. 4 ved VM 1997), og kun et nærmest mirakuløst canadisk comeback i semifinalen mod Japan forhindrede en rent asiatisk finale.
Danmark, som for tredje VM i træk blev repræseneteret af et hold fra Tårnby Curling Club under ledelse af Angelina Jensen, sluttede grundspillet på en delt fjerdeplads. I tie-breaken mod Japan måtte holdet imidlertid se sig besejret med 7-3 og endte dermed på en samlet femteplads.
Mesterskabet gjaldt tillige som den anden af tre kvalifikationsturneringer til de olympiske vinterlege 2010 i Vancouver, og resultaterne medførte, at tre hold kvalificerede sig til den olympiske curlingturnering: Danmark, Kina og Schweiz. Derudover var Canada som værtsland allerede sikret en plads ved vinter-OL i Vancouver.

## Hold og deltagere
Mesterskabet havde deltagelse af tolv hold, otte fra Europa, to fra Stillehavsregionen (Østasien og Oceanien) og to fra Amerika.
- Fra Europa var de syv bedste hold fra EM 2007 direkte kvalificerede. Den sidste plads blev besat af Tjekkiet, der endte som nr. 8 ved EM og som efterfølgende slog vinderen af B-EM, England, i to ekstra kvalifikationskampe.
- Fra Stillehavsregionen deltog Kina og Japan, der kvalificerede sig ved at besætte de to første pladser i Stillehavsmesterskabet i 2007.
- Fra Amerika deltog værtslandet Canada og USA.

| Canada | Danmark | Italien | Japan                                                                                           |
| --- | --- | --- | ----------------------------------------------------------------------------------------------- |
| St. Vital CC | Tårnby CC | CC Dolomiti | Aomori CC                                                                                       |
| Skip Jennifer Jones Third Cathy Overton-Clapham Second Jill Officer Lead Dawn Askin Fifth Jennifer Clark-Rouire | Fourth Madeleine Dupont Third Denise Dupont Skip Angelina Jensen Lead Camilla Jensen Fifth Ane Håkansson Hansen | Skip Diana Gaspari Third Giorgia Apollonio Second Elettra de Col Lead Violetta Caldart Fifth Lucrezia Laurenti | Skip Moe Meguro Third Mari Motohashi Second Mayo Yamaura Lead Kotomi Ishizaki Fifth Anna Ohmiya |
| Kina                                                                               | Rusland | Schweiz                                                                                          | Skotland                                                                                     |
| ---------------------------------------------------------------------------------- | --- | ------------------------------------------------------------------------------------------------ | -------------------------------------------------------------------------------------------- |
| Harbin CC                                                                          | Moskvitsj CC | CC Davos                                                                                         | Stranraer Ice Rink                                                                           |
| Skip Bingyu Wang Third Yin Liu Second Qingshuang Yue Lead Yan Zhou Fifth Jinli Liu | Skip Ljudmila Privivkova Third Olga Jarkova Second Nkeiruka Ezekh Lead Ekaterina Galkina Fifth Margarita Fomina | Skip Mirjam Ott Third Carmen Schafer Second Valeria Spalty Lead Janine Greiner Fifth Carmen Kung | Skip Gail Munro Third Lyndsey Wilson Second Karen Addison Lead Anne Laird Fifth Lynn Cameron |
| Sverige | Tjekkiet | Tyskland | USA |
| --- | --- | --- | --- |
| Skellefteå CK | CC Dion | SC Riessersee                                                                                                | Madison CC |
| Skip Stina Viktorsson Third Maria Prytz Second Maria Wennerström Lead Margaretha Sigfridsson Fifth Sabina Kraupp | Skip Katerina Urbanova Third Lenka Cernovska Second Jana Safarikova Lead Sara Jahodova Fifth Jana Simmerova | Skip Andrea Schöpp Third Monika Wagner Second Anna Hartelt Lead Marie-Therese Rotter Fifth Melanie Robillard | Skip Debbie McCormick Third Allison Pottinger Second Nicole Joraanstad Lead Natalie Nicholson Fifth Tracy Sachtjen |

## Resultater

### Round Robin

#### Dag 1, lørdag 22. marts
| 1. spillerunde - 13:00 | 1. spillerunde - 13:00 |
| ---------------------- | ---------------------- |
| Rusland - Skotland     | 7-8                    |
| Danmark - USA          | 8-7                    |
| Japan - Italien        | 9-8                    |
| Sverige - Kina         | 5-11                   |

| 2. spillerunde - 18:00 | 2. spillerunde - 18:00 |
| ---------------------- | ---------------------- |
| Italien - Danmark      | 6-8                    |
| Canada - Schweiz       | 6-3                    |
| Tyskland - Tjekkiet    | 5-4                    |
| Japan - USA            | 4-8                    |

#### Dag 2, søndag 23. marts
| 3. spillerunde - 10:30 | 3. spillerunde - 10:30 |
| ---------------------- | ---------------------- |
| Kina - Rusland         | 8-7                    |
| Sverige - Skotland     | 9-5                    |

| 4. spillerunde - 16:00 | 4. spillerunde - 16:00 |
| ---------------------- | ---------------------- |
| Schweiz - Tyskland     | 12-11                  |
| USA - Italien          | 6-5                    |
| Danmark - Japan        | 6-8                    |
| Canada - Tjekkiet      | 11-4                   |

| 5. spillerunde - 20:00 | 5. spillerunde - 20:00 |
| ---------------------- | ---------------------- |
| Skotland - Kina        | 4-8                    |
| Tyskland - Canada      | 6-11                   |
| Tjekkiet - Schweiz     | 5-9                    |
| Rusland - Sverige      | 6-5                    |

#### Dag 3, mandag 24. marts
| 6. spillerunde - 08:30 | 6. spillerunde - 08:30 |
| ---------------------- | ---------------------- |
| Sverige - Japan        | 6-5                    |
| Kina - Danmark         | 9-8                    |
| Rusland - Italien      | 4-5                    |
| Skotland - USA         | 7-9                    |

| 7. spillerunde - 13:00 | 7. spillerunde - 13:00 |
| ---------------------- | ---------------------- |
| Danmark - Tjekkiet     | 7-6                    |
| Japan - Schweiz        | 6-9                    |
| USA - Tyskland         | 6-3                    |
| Italien - Canada       | 6-9                    |

| 8. spillerunde - 18:00 | 8. spillerunde - 18:00 |
| ---------------------- | ---------------------- |
| Canada - Rusland       | 9-6                    |
| Tyskland - Skotland    | 6-4                    |
| Schweiz - Sverige      | 7-6                    |
| Tjekkiet - Kina        | 5-7                    |

#### Dag 4, tirsdag 25. marts
| 9. spillerunde - 08:30 | 9. spillerunde - 08:30 |
| ---------------------- | ---------------------- |
| Schweiz - Skotland     | 8-4                    |
| Tjekkiet - Rusland     | 4-11                   |
| Canada - Kina          | 7-9                    |
| Tyskland - Sverige     | 8-3                    |

| 10. spillerunde - 13:00 | 10. spillerunde - 13:00 |
| ----------------------- | ----------------------- |
| Kina - USA              | 10-1                    |
| Sverige - Italien       | 8-7                     |
| Skotland - Danmark      | 6-7                     |
| Rusland - Japan         | 5-10                    |

| 11. spillerunde - 18:00 | 11. spillerunde - 18:00 |
| ----------------------- | ----------------------- |
| Italien - Tyskland      | 3-5                     |
| USA - Canada            | 9-10                    |
| Japan - Tjekkiet        | 5-4                     |
| Danmark - Schweiz       | 9-7                     |

#### Dag 5, onsdag 26. marts
| 12. spillerunde - 08:30 | 12. spillerunde - 08:30 |
| ----------------------- | ----------------------- |
| Japan - Canada          | 4-7                     |
| Danmark - Tyskland      | 5-4                     |
| Italien - Schweiz       | 2-10                    |
| USA - Tjekkiet          | 7-6                     |

| 13. spillerunde - 13:00 | 13. spillerunde - 13:00 |
| ----------------------- | ----------------------- |
| Tjekkiet - Sverige      | 3-7                     |
| Schweiz - Kina          | 9-7                     |
| Tyskland - Rusland      | 6-7                     |
| Canada - Skotland       | 8-6                     |

| 14. spillerunde - 18:00 | 14. spillerunde - 18:00 |
| ----------------------- | ----------------------- |
| Rusland - Danmark       | 4-3                     |
| Skotland - Japan        | 2-7                     |
| Sverige - USA           | 8-7                     |
| Kina - Italien          | 10-8                    |

#### Dag 6, torsdag 27. marts
| 15. spillerunde - 08:30 | 15. spillerunde - 08:30 |
| ----------------------- | ----------------------- |
| USA - Schweiz           | 4-7                     |
| Italien - Tjekkiet      | 6-3                     |
| Danmark - Canada        | 6-3                     |
| Japan - Tyskland        | 9-4                     |

| 16. spillerunde - 13:00 | 16. spillerunde - 13:00 |
| ----------------------- | ----------------------- |
| Skotland - Italien      | 5-4                     |
| Rusland - USA           | 6-7                     |
| Kina - Japan            | 7-8                     |
| Sverige - Danmark       | 8-6                     |

| 17. spillerunde - 18:00 | 17. spillerunde - 18:00 |
| ----------------------- | ----------------------- |
| Tyskland - Kina         | 5-6                     |
| Canada - Sverige        | 7-3                     |
| Tjekkiet - Skotland     | 4-8                     |
| Schweiz - Rusland       | 9-4                     |

#### Tiebreaker, fredag 28. marts
| Tiebreaker - 08:30 | Tiebreaker - 08:30 |
| ------------------ | ------------------ |
| Danmark - Japan    | 3-7                |

#### Stillingen
| Plac. | Hold     | Sejre | Nederlag |
| ----- | -------- | ----- | -------- |
| 1.    | Kina     | 9     | 2        |
| 2.    | Canada   | 9     | 2        |
| 3.    | Schweiz  | 9     | 2        |
| 4.    | Japan    | 7     | 4        |
| 5.    | Danmark  | 7     | 4        |
| 6.    | Sverige  | 6     | 5        |
| 7.    | USA      | 6     | 5        |
| 8.    | Rusland  | 4     | 7        |
| 9.    | Tyskland | 4     | 7        |
| 10.   | Skotland | 3     | 8        |
| 11.   | Italien  | 2     | 9        |
| 12.   | Tjekkiet | 0     | 11       |

### Slutspil
| Playoff 3/4 | Playoff 3/4 | 1 | 2 | 3 | 4 | 5 | 6 | 7 | 8 | 9 | 10 | EE | Total |
| ----------- | ----------- | - | - | - | - | - | - | - | - | - | -- | -- | ----- |
| Schweiz     |             | 0 | 1 | 0 | 0 | 0 | 0 | 0 | 2 | 1 | 0  | -  | 4     |
| Japan       |             | 0 | 0 | 2 | 1 | 1 | 1 | 0 | 0 | 0 | 1  | -  | 6     |

| Playoff 1/2 | Playoff 1/2 | 1 | 2 | 3 | 4 | 5 | 6 | 7 | 8 | 9 | 10 | EE | Total |
| ----------- | ----------- | - | - | - | - | - | - | - | - | - | -- | -- | ----- |
| Canada      |             | 0 | 0 | 0 | 1 | 0 | 2 | 0 | 1 | 1 | 0  | -  | 5     |
| Kina        |             | 1 | 1 | 2 | 0 | 2 | 0 | 1 | 0 | 0 | 0  | -  | 7     |

| Semifinale | Semifinale | 1 | 2 | 3 | 4 | 5 | 6 | 7 | 8 | 9 | 10 | EE | Total |
| ---------- | ---------- | - | - | - | - | - | - | - | - | - | -- | -- | ----- |
| Canada     |            | 1 | 0 | 1 | 0 | 1 | 0 | 2 | 0 | 2 | 1  | 1  | 9     |
| Japan      |            | 0 | 2 | 0 | 1 | 0 | 3 | 0 | 2 | 0 | 0  | 0  | 8     |

| Bronzekamp | Bronzekamp | 1 | 2 | 3 | 4 | 5 | 6 | 7 | 8 | 9 | 10 | EE | Total |
| ---------- | ---------- | - | - | - | - | - | - | - | - | - | -- | -- | ----- |
| Japan      |            | 0 | 2 | 0 | 0 | 0 | 2 | 1 | 2 | 0 | X  | -  | 7     |
| Schweiz    |            | 3 | 0 | 2 | 2 | 1 | 0 | 0 | 0 | 1 | X  | -  | 9     |

| Finale | Finale | 1 | 2 | 3 | 4 | 5 | 6 | 7 | 8 | 9 | 10 | EE | Total |
| ------ | ------ | - | - | - | - | - | - | - | - | - | -- | -- | ----- |
| Canada |        | 0 | 3 | 0 | 1 | 0 | 0 | 2 | 0 | 1 | X  | -  | 7     |
| Kina   |        | 1 | 0 | 1 | 0 | 1 | 0 | 0 | 1 | 0 | X  | -  | 4     |